# Bilques
Bilques (Nederlands: Billeke) is een dorp in de Franse gemeente Helfaut in het departement Pas-de-Calais. Bilques ligt in het oosten van de gemeente, zo'n anderhalve kilometer ten oosten van het centrum van Helfaut.

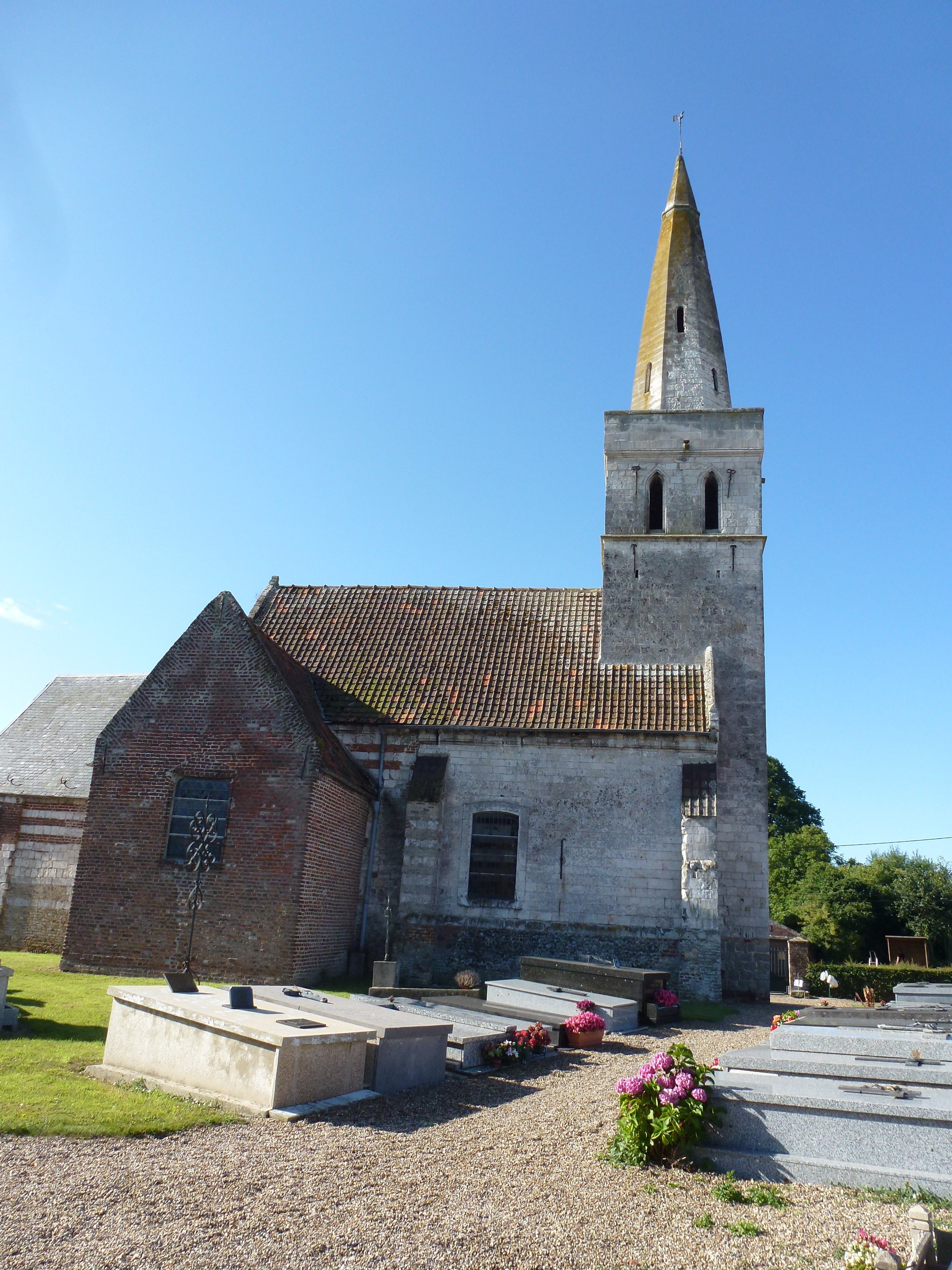
Église Saint-Denis

## Geschiedenis
Oude vermeldingen van de plaats dateren uit de 12de eeuw als Billecha, Billech en Billeke.
Op het eind van het ancien régime werd Bilques een gemeente. In 1819 werd de gemeente (193 inwoners in 1806) al opgeheven en aangehecht bij buurgemeente Helfaut (406 inwoners in 1806).

## Bezienswaardigheden
- De Église Saint-Denis. 16de-eeuwse standbeelden van de heiligen Drogo en Piatus werden in 1911 geklasseerd als monument historique. In 1983 werden ook een 17de-eeuws retabel van Sint-Catharina, 17de-eeuwse standbeelden van Sint-Nicolaas en Sint-Lodewijk, 18de-eeuwse lambrisering en een 18de-eeuwse preekstoel ingeschreven als monument historique.